# 2025年美國職棒大聯盟球季
2025年美國職棒大聯盟球季是美國聯盟和國家聯盟共同存在後的第125個賽季。洛杉磯道奇和芝加哥小熊會在3月18日和19日於日本東京進行開幕戰，美國本土開幕戰則是預定於3月27日舉行。明星賽於7月15日在亞特蘭大勇士的主場Truist球場進行。
奧克蘭運動家在去年球季結束就已搬離奧克蘭，因此從該年球季開始，隊名不會冠上城市名稱，只會稱作運動家，並維持到2027年球季結束。

## 賽制
大聯盟在2024年7月13日公布2025年球季162場例行賽賽程。其中5月16日至18日是特別的世仇對決週，大聯盟特別安排有話題的世仇對戰組合在該週進行對戰。
光芒主場純品康納球場在2024年10月因為被颶風米爾頓強烈破壞無法使用，因此該年球季以喬治·史坦布瑞納球場做為臨時主場。

## 規則改變
2025年1月25日，大聯盟宣布將在2025年實施以下新規則：
- 若球隊違反內野輪換規則(二壘左右側必須都要有至少兩名內野手)，則跑者可推進一個壘包，而打者可自動上到一壘。

- 重播輔助判決新增了檢查跑者在跑過二壘與三壘時是否跑過頭。

## 實驗規則
大聯盟在春訓期間啟用了電子好球帶，打者若對主審好壞球判決有意見，可拍打頭盔示意挑戰，投手和捕手也可以挑戰。每隊全場比賽有兩次挑戰機會，挑戰成功不扣挑戰次數。

## 里程碑

### 打者
- 金鶯隊的泰勒·歐尼爾成為大聯盟首位連續6年開幕戰都成功開轟的球員。[5]

- 光芒隊的Kameron Misner成為大聯盟首位在開幕戰以再見全壘打達成生涯首轟的球員。[6]

- 小熊隊的卡爾森·凱利在3月31日達成完全打擊，成為大聯盟史上首位在3月達成全打擊的球員。[7]

- 洋基隊的亞倫·賈吉在4月4日完成生涯第1000場出賽，而他累積321轟，比起第二名萊恩·霍華德的279轟還多出42轟。[8]7月12日，他敲出生涯第350轟，為史上最快達成的球員。[9]

- 響尾蛇隊的艾尤亨尼歐·蘇亞瑞茲在4月26日敲出4支全壘打，為史上第19位達成此成就的球員。[10]

- 守護者隊的荷西·拉米瑞茲在5月1日達成生涯250轟與生涯250盜，為大聯盟史上第24位達成的球員。[11]

- 老虎隊的萊利·葛林在5月2日成為大聯盟首位在第9局敲出2支全壘打的球員。[12]

- 紅人隊的埃利·迪拉克魯茲在5月11日成為大聯盟首位在生涯前300場出賽達成累積115支長打與115次盜壘的球員。[13]5月23日，他僅花310場比賽就達成生涯300安、150分打點與100盜壘。比亨利·拉米瑞茲的328場紀錄還快。[14][15]

- 費城人隊的布萊斯·哈波在5月16日打回生涯1000分打點，為大聯盟史上第306位達成的球員。[16]

- 小熊隊的皮特·克勞-阿姆斯壯在6月19日成為該年球季第一位達成單季20轟20盜的球員。[17]

- 紅雀隊的諾蘭·阿里納多在6月19日敲出生涯第350轟，為大聯盟史上第7位敲出350轟與累積10次金手套獎的球員。[18]

- 大都會隊的胡安·索托在6月19日敲出生涯第1000支安打。他是唯一一位在27歲生日前達成1000安、200轟與800次保送的球員。[19]

- 水手隊的加爾·勞雷在6月29日敲出單季第29轟，打破強尼·班奇的紀錄，成無大聯盟史上在明星賽前單季最多轟的捕手。[20]6月21日，他敲出單季第30轟，為史上首位左右開弓打者在明星賽前達成此紀錄。[21]7月11日，他敲出單季第38轟，刷新美聯明星賽前全壘打紀錄。[22]

- 天使隊的Christian Moore在6月24日敲出雙響砲，這兩轟都在第8局後出現，且不是追平就是超前全壘打，為擴編年代以來首次。[23]

- 道奇隊的弗萊迪·弗里曼在6月28日達成生涯4000個壘打數，為大聯盟史上第91位達成的球員。[24]

- 國民隊的James Wood在6月29日被故意四壞保送4次，在大聯盟僅發生過6次。[25]

- 教士隊的曼尼·馬查多在7月7日敲出大聯盟生涯第2000安，為大聯盟史上第298位達成的球員。[26]

- 馬林魚隊的凱爾·史陶爾斯在7月18日達成兩場比賽敲出5轟的壯舉，為大聯盟頭一遭。[27]

- 道奇隊的大谷翔平在7月22日連續四場比賽開轟，為首位達成此成就的日本球員。[28]

- 運動家隊的Nick Kurtz在7月25日單場敲出4轟，為大聯盟第20位達成此紀錄的球員。該場比賽他累積19個壘打數追平大聯盟紀錄，同時也是史上第一位單場敲出4轟的菜鳥球員。[29]

- 費城人隊的凱爾·舒瓦伯在7月25日敲出生涯第1000支安打。[30]

- 海盜隊的安德魯·麥卡琴在7月28日敲出單季第10轟，成為第11位在生涯前17個球季都能穩定敲出10轟的球員。[31]

- 洋基隊的賈恩卡洛·斯坦頓在7月30日吞下第2000次三振，為大聯盟第8人。[32]

- 水手隊的胡立歐·羅德里奎茲在8月33日達成20轟20盜，為首位生涯前4季都能達成20轟20盜的球員。[33]

- 運動家隊的謝亞·藍格里爾斯在8月5日敲出3轟，為第一位生涯首次打第一棒就達成此紀錄的球員。[34]

### 投手
- 國民隊的麥肯齊·高爾在3月27日的開幕戰投出13次三振，為1967年開幕戰的鮑勃·吉布森後首次達成開幕戰單場13次三振的投手。[35]

- 天使隊的肯利·簡森在4月8日達成生涯第450次救援成功，為大聯盟史上第4位達成的投手。[36]

- 釀酒人隊的荷西·昆塔納在4月11日成為第24位對所有大聯盟球隊都拿下勝投的投手。[37]

- 勇士隊的史賓塞·史特萊德在4月16日僅以334局投球便送出500次三振，為大聯盟史上最快。[38]

- 遊騎兵的傑寇伯·迪格隆在5月4日僅以225場出賽便達成生涯1700次三振，為大聯盟史上最快。[39]

- 勇士隊的克里斯·塞爾在5月29日達成生涯2500次三振，為大聯盟史上最快。同時他也是大聯盟第40位達成的投手。[40]

- 老虎隊的塔里克·史庫柏在4月8日至5月31日的10場先發期間，送出89次三振和3次保送，刷新大聯盟投手單一球季連續10場先發的最高三振保送比。[41]

- 釀酒人隊的Jacob Misiorowski在6月20日的先發達成生涯前11局無失分，寫下菜鳥投手紀錄。[42]

- 紅人隊的Chase Burns在6月24日成為大聯盟擴編年代以來首位開場連續投出5次三振的先發投手。[43]

- 紅襪隊的阿羅魯迪斯·查普曼在7月1日達成生涯第350次救援成功，為大聯盟史上第14位達成的投手。[44]

- 道奇隊的克萊頓·克蕭在7月2日達成生涯第3000次三振，為3000三振俱樂部的第20位成員，也是第四位左投。[45]

- 皇家隊的里奇·希爾在7月22日完成該年球季初登板，這是他效力的第14支球隊，追平大聯盟紀錄。[46]

- 巨人隊的賈斯丁·韋蘭德在8月10日達成生涯第3500次三振，為史上第十位達標的投手。[47]

### 其他
- 紐約洋基:
  - 他們在開幕戰成為史上首支開局連三球就敲出三支全壘打的球隊。[48]他們在前三局狂掃7轟，全場敲出9轟，都刷新大聯盟開幕系列賽紀錄。[49]最後他們系列賽三場敲出15轟，追平大聯盟單一球隊在單一系列賽的全壘打紀錄。而他們前4場敲出18轟，前8場敲出25轟，都是大聯盟新紀錄。[50][51]

- 洛杉磯道奇：
  - 他們成為史上首支開季拿下八連勝的衛冕冠軍。[52]

- 聖地牙哥教士：
  - 他們成為第二支前16場比賽就完封對手6次的球隊。[53]

- 保羅·史金恩茲/Henry Davis(匹茲堡海盜)：
  - 他們在4月14日成為史上第一組由雙狀元組成的投捕組合。[54]

- 堪薩斯市皇家/巴爾的摩金鶯：
  - 他們在5月4日合計敲出10轟，追平大聯盟單場全壘打紀錄。[55]

- 科羅拉多洛磯：
  - 他們前43場的戰績為7勝36敗，寫下現代棒球最慘紀錄。[56]
  - 他們前50場的戰績為8勝42敗，寫下現代棒球最慘紀錄。即使加上近代棒球，也只有1895年上校隊的7勝43敗比他們慘。[57]
  - 他們在5月27日連續輸掉21個系列賽，刷新去年白襪寫下的連輸20個系列賽紀錄。[58]後來他們在6月初橫掃馬林魚，終於結束這項紀錄。[59]
  - 他們在6月1日吞下第50敗，為史上第三快吞下50敗的球隊。[60]

- 波士頓紅襪：
  - 他們在7月5日成為第五支拿下隊史第10000勝的球隊。[61]

- 匹茲堡海盜：
  - 他們在7月6日成為第四支連續6場比賽都有完封對手或被對手完封的球隊。[62]

- 特里·弗蘭克納(辛辛那提紅人)：
  - 他在7月13日拿下執教生涯第2000勝。[63]

- 費城費城人：
  - 他們在7月22日因再見捕手妨礙打擊而獲勝，為1971年來首次。[64]

- 堪薩斯市皇家：
  - 他們在7月30日總共派出9位投手上場，追平大聯盟單場投手使用人數紀錄。[65]

- 亞特蘭大勇士/辛辛那提紅人：
  - 他們在賽車道系列賽累積91032人進場，刷新大聯盟進場人數紀錄。[66]

- Jen Pawol：
  - 她在8月9日成為大聯盟史上第一位女性裁判，她在比賽中擔任一壘審。[67]

## 例行賽排名

### 美國聯盟
| 美國聯盟東區 | 勝 | 敗 | 勝率 | 勝差 | 主場  | 客場  |
| ------------ | -- | -- | ---- | ---- | ----- | ----- |
| 多倫多藍鳥   | 68 | 48 | .586 | -    | 38-19 | 30-29 |
| 波士頓紅襪   | 64 | 52 | .556 | 4.0  | 39-22 | 25-30 |
| 紐約洋基     | 61 | 54 | .530 | 6.5  | 34-22 | 27-32 |
| 坦帕灣光芒   | 57 | 59 | .491 | 11.0 | 32-30 | 25-29 |
| 巴爾的摩金鶯 | 52 | 63 | .452 | 15.5 | 27-27 | 25-36 |

| 美國聯盟中區   | 勝 | 敗 | 勝率 | 勝差 | 主場  | 客場  |
| -------------- | -- | -- | ---- | ---- | ----- | ----- |
| 底特律老虎     | 66 | 50 | .569 | -    | 37-23 | 29-27 |
| 克里夫蘭守護者 | 59 | 55 | .518 | 6.0  | 29-27 | 30-28 |
| 堪薩斯市皇家   | 57 | 58 | .496 | 8.5  | 28-28 | 29-30 |
| 明尼蘇達雙城   | 54 | 60 | .474 | 11.0 | 30-24 | 24-36 |
| 芝加哥白襪     | 42 | 73 | .365 | 23.5 | 24-32 | 18-41 |

| 美國聯盟西區 | 勝 | 敗 | 勝率 | 勝差 | 主場  | 客場  |
| ------------ | -- | -- | ---- | ---- | ----- | ----- |
| 休士頓太空人 | 64 | 51 | .557 | -    | 35-24 | 29-27 |
| 西雅圖水手   | 63 | 53 | .543 | 1.5  | 34-25 | 29-28 |
| 德州遊騎兵   | 60 | 56 | .517 | 4.5  | 36-21 | 24-35 |
| 洛杉磯天使   | 55 | 60 | .478 | 9.0  | 30-30 | 25-30 |
| 運動家       | 51 | 66 | .436 | 14.0 | 23-34 | 28-32 |

### 國家聯盟
| 國家聯盟東區 | 勝 | 敗 | 勝率 | 勝差 | 主場  | 客場  |
| ------------ | -- | -- | ---- | ---- | ----- | ----- |
| 費城費城人   | 65 | 49 | .570 | -    | 37-21 | 28-28 |
| 紐約大都會   | 63 | 52 | .548 | 2.5  | 38-21 | 25-31 |
| 邁阿密馬林魚 | 56 | 58 | .491 | 9.0  | 28-31 | 28-27 |
| 亞特蘭大勇士 | 48 | 66 | .421 | 17.0 | 27-29 | 21-37 |
| 華盛頓國民   | 45 | 69 | .395 | 20.0 | 22-36 | 23-33 |

| 國家聯盟中區   | 勝 | 敗 | 勝率 | 勝差 | 主場  | 客場  |
| -------------- | -- | -- | ---- | ---- | ----- | ----- |
| 密爾瓦基釀酒人 | 70 | 44 | .614 | -    | 36-20 | 34-24 |
| 芝加哥小熊     | 66 | 48 | .579 | 4.0  | 36-22 | 30-26 |
| 辛辛那提紅人   | 60 | 56 | .517 | 11.0 | 33-26 | 27-30 |
| 聖路易紅雀     | 58 | 58 | .500 | 13.0 | 32-24 | 26-34 |
| 匹茲堡海盜     | 50 | 66 | .431 | 21.0 | 33-27 | 17-39 |

| 國家聯盟西區   | 勝 | 敗 | 勝率 | 勝差 | 主場  | 客場  |
| -------------- | -- | -- | ---- | ---- | ----- | ----- |
| 洛杉磯道奇     | 66 | 49 | .574 | -    | 36-23 | 30-26 |
| 聖地牙哥教士   | 64 | 51 | .557 | 2.0  | 36-19 | 28-32 |
| 舊金山巨人     | 58 | 57 | .504 | 8.0  | 28-26 | 30-31 |
| 亞利桑那響尾蛇 | 54 | 61 | .470 | 12.0 | 27-30 | 27-31 |
| 科羅拉多落磯   | 30 | 84 | .263 | 35.5 | 16-42 | 14-42 |

- ▲= 該聯盟戰績最佳球隊
- y = 鎖定分區冠軍
- x = 鎖定季後賽席位
- w = 鎖定外卡席位

## 全明星賽
2025年全明星賽預定於7月15日在亞特蘭大勇士的主場Truist球場舉行。

## 總教練更換

#### 球季前
| 球隊         | 前任總教練    | 代理總教練        | 離職原因 | 接任總教練    |
| ------------ | ------------- | ----------------- | -------- | ------------- |
| 芝加哥白襪   | 佩卓·葛里佛   | 格雷迪·塞斯摩爾   | 被解雇   | 威爾·凡納伯   |
| 辛辛那提紅人 | 大衛·貝爾     | 弗萊迪·貝納維德斯 | 被解雇   | 特里·弗蘭克納 |
| 邁阿密馬林魚 | 史基普·舒馬克 | 無                | 合約到期 | 克萊頓·麥卡洛 |

#### 球季中
| 球隊         | 前任總教練    | 代理總教練    | 離職原因 | 接任總教練 |
| ------------ | ------------- | ------------- | -------- | ---------- |
| 匹茲堡海盜   | 德瑞克·薛爾頓 | 無            | 被解僱   | 唐·凱利    |
| 科羅拉多洛磯 | 巴德·布拉克   | 華倫·謝弗     | 被解僱   | 無         |
| 巴爾的摩金鶯 | 布蘭登·海德   | 托尼·曼索利諾 | 被解僱   | 無         |
| 華盛頓國民   | 戴夫·馬丁尼茲 | 米格尔·凯罗   | 被解僱   | 無         |

### 單月獎項
| 月份 | 美國聯盟   | 國家聯盟      |
| ---- | ---------- | ------------- |
| 4月  | 亞倫·賈吉  | 彼特·阿隆索   |
| 5月  | 亞倫·賈吉  | 大谷翔平      |
| 6月  | 加爾·勞雷  | 胡安·索托     |
| 7月  | Nick Kurtz | 凱爾·史陶爾斯 |
| 8月  |            |               |
| 9月  |            |               |

| 月份 | 美國聯盟      | 國家聯盟      |
| ---- | ------------- | ------------- |
| 4月  | 麥克斯·弗里德 | 山本由伸      |
| 5月  | Kris Bubic    | 羅比·瑞伊     |
| 6月  | Hunter Brown  | 薩克·惠勒     |
| 7月  | 納坦·艾瓦爾迪 | 保羅·史金恩茲 |
| 8月  |               |               |
| 9月  |               |               |

| 月份 | 美國聯盟          | 國家聯盟          |
| ---- | ----------------- | ----------------- |
| 4月  | Kristian Campbell | Luisangel Acuña   |
| 5月  | Jacob Wilson      | Drake Baldwin     |
| 6月  | Nick Kurtz        | Jacob Misiorowski |
| 7月  | Nick Kurtz        | Isaac Collins     |
| 8月  |                   |                   |
| 9月  |                   |                   |

| 月份 | 美國聯盟        | 國家聯盟        |
| ---- | --------------- | --------------- |
| 4月  | 安德列斯·穆紐茲 | 羅伯特·蘇亞瑞茲 |
| 5月  | Jhoan Durán     | 艾德溫·迪亞茲   |
| 6月  | 賈許·海德       | 大衛·貝德納     |
| 7月  | 肯利·簡森       | 艾德溫·迪亞茲   |
| 8月  |                 |                 |
| 9月  |                 |                 |

## 退休人物
- Kevin Plawecki在2025年1月18日宣布正式退休。[68]

- Andrew Knapp在2025年1月20日宣布正式退休。[69]

- Tyler Cyr在2025年1月24日宣布正式退休。[70]

- Richard Bleier在2025年2月11日宣布正式退休。[71]

- 陳偉殷在2025年2月26日宣布正式退休。[72]

- 麥克·穆斯塔卡斯在2025年3月3日宣布正式退休。[73]

- Jay Jackson在2025年3月29日宣布正式退休。[74]

- 蘭斯·林恩在2025年4月1日宣布正式退休。[75]

- Ross Stripling在2025年5月6日宣布正式退休。[76]

- 埃文·朗歌利亞在2025年5月12日宣布在6月7日以光芒球員身分正式退休。[77]

- 麥特·卡本特在2025年5月14日宣布正式退休。[78]

- 湯尼·坎普在2025年5月15日宣布正式退休。[79]

- 寇頓·王在2025年5月16日宣布正式退休。[80]

- 金恩·塞古拉在2025年5月21日宣布正式退休。[81]

- Jake Diekman在2025年5月23日宣布正式退休。[82]

- 喬許·哈里森在2025年5月31日宣布正式退休。[83]

- Wilson Ramos在2025年6月15日宣布正式退休。[84]

- 維特·梅利菲爾德在2025年6月24日宣布正式退休。[85]

- 塔克·巴恩哈特在2025年6月30日宣布正式退休。[86]

- 凱文·皮拉在2025年7月2日宣布正式退休。[87]

- Freddy Galvis在2025年7月4日宣布正式退休。[88]

- 丹·史崔利在2025年7月6日宣布正式退休。[89]

- 崔佛·卡希爾在2025年7月16日宣布正式退休。[90]

- 凱爾·吉卜森在2025年7月17日宣布正式退休。[91]

- 丹尼爾·巴德在2025年7月20日宣布正式退休。[92]

- 尼克·亞梅德在2025年7月24日宣布正式退休。[93]

- Jesse Chavez在2025年7月24日宣布正式退休。[94]

- 艾力克斯·伍德在2025年8月8日宣布正式退休。[95]

## 退休號碼
- 紐約大都會在7月19日把大衛·萊特的5號球衣退休。[96]

- 西雅圖水手在8月9日把鈴木一朗的51號球衣退休。[97]

- 休士頓太空人在8月16日把比利·華格納的13號球衣退休。[98]